# Chahnez M’Barki
Chahnez Al-M’Barki (ar. شهناز المباركي; ur. 12 czerwca 1981) – tunezyjska judoczka. Olimpijka z Pekinu 2008, gdzie zajęła dziewiętnaste miejsce w wadze ekstralekkiej.
Uczestniczka mistrzostw świata w 2009. Startowała w Pucharze Świata w 2003. Zdobyła brązowy medal na igrzyskach afrykańskich w 2003 i 2007. Wicemistrzyni igrzysk śródziemnomorskich w 2009. Siedmiokrotna medalistka mistrzostw Afryki w latach 2001 - 2009.

## Letnie Igrzyska Olimpijskie 2008
| Konkurencja | Eliminacje                | Klas. końcowa |
| Konkurencja | Przeciwnik I              | Miejsce       |
| ----------- | ------------------------- | ------------- |
| 48 kg       | Ludmyła Łusnikowa (UKR) P | 19.           |

## Mistrzostwa ŚwiataRotterdam 2009
- 48 kg - Pokonała Katarzynę Pułkośnik i przegrała z Holenderką Birgit Ente[8].